# 鈴木健一 (政治家)
鈴木 健一（すずき けんいち、1975年〈昭和50年〉12月3日 - ）は、日本の政治家。三重県伊勢市長（4期）。元伊勢市議会議員（2期）。

## 来歴
三重県伊勢市出身。三重県立伊勢高等学校、天理大学国際文化学部ロシア学科卒業。1999年（平成11年）4月、ボウリング・アミューズメント企業の株式会社ラウンドワンに就職。2001年（平成13年）に同社を退社。同年、衆議院議員山村健の公設秘書になる。2003年（平成15年）、秘書を退職。
2003年（平成15年）、伊勢市議会議員に当選就任。2005年（平成17年）11月27日執行の市議選で2期目の当選。
2009年（平成21年）10月7日、伊勢市長の森下隆生が中部国際空港海上アクセス事業不振の責任をとり辞職。それに伴って11月15日に執行された出直し市長選挙で前職の森下隆生、かつて秘書を務めた元衆議院議員の山村を破り、初当選を果たした。
※当日有権者数：人 最終投票率：66.89%（前回比：＋33.79pts）
| 候補者名 | 年齢 | 所属党派 | 新旧別 | 得票数   | 得票率 | 推薦・支持 |
| -------- | ---- | -------- | ------ | -------- | ------ | ---------- |
| 鈴木健一 | 33   | 無所属   | 新     | 30,389票 | 43.68% |            |
| 森下隆生 | 59   | 無所属   | 元     | 25,570票 | 36.75% |            |
| 山村健   | 52   | 無所属   | 新     | 13,610票 | 19.56% |            |

2013年（平成25年）、元伊勢市議の長田朗、元名張市議の田合豪らを破り再選。2017年（平成29年）、無投票により3選。2021年（令和3年）、無投票により4選。

## 市政
- 2020年（令和2年）5月22日、新型コロナウイルス対策の財源に充てるため、自身と副市長、教育長、病院事業管理者の6月と12月の期末手当を10％減額する条例案を市議会臨時会に提出した。同日、同条例案は可決された[4][5]。